# Chris Greenacre
Chris Greenacre (ur. 23 grudnia 1977) – piłkarz angielski występujący na pozycji napastnika w Wellington Phoenix.